# Tillet (Belgique)
Pour les articles homonymes, voir Tillet.
Tillet (en wallon Tiyet) est une section de la commune belge de Sainte-Ode située en Région wallonne dans la province de Luxembourg.
C'était une commune à part entière avant la fusion des communes de 1977.

## Géographie

### Hameaux
La section de Tillet compte de nombreux petits villages et hameaux : Acul, Beauplateau, Chisogne, Gérimont, Houmont, Hubermont, Laval, Magerotte, Magery, Milliomont, Pinsamont, Rechimont, Rechrival et Renuamont.

## Démographie
- Source: INS recensements population

## Histoire
Des substructions et des vestiges romains ont été retrouvés à Tillet, Houmont, Hubermont, Magerotte, Pinsamont, Rechrival et Renuamont ; tous ces villages sont proches des anciennes voies qui conduisaient de Bavay à Trèves et de Reims à Cologne.
Fisc mérovingien, Tillet a été cédé en 640 à l’église Saint-Pierre de Cambrai par le roi Dagobert. Le lieu est apparu en 841 dans les "Chartes de l´abbaye de Saint-Hubert" (www.francia.ahlfeldt.se).
Les seigneuries de Tillet (associée à Amberloup et à Sainte-Ode), de Magery et de Laval sont à citer. Le seigneur-abbé de Saint-Hubert est seigneur tréfoncier de Houmont : la « Cour Saint-Hubert » lui appartient. La seigneurie de Laval après avoir appartenu à des seigneurs éponymes au XIIIe siècle, voit se succéder les de Welchenhausen, les d’O(u)rley qui la possèdent plus longtemps, les de Lardenois de Ville, les de Bollant seigneurs de Rollé et grands rassembleurs de terres au XVIe siècle, les de Soré puis de Cobreville pour un court laps de temps, les de Barbançon, de Villemont et les de Breydscheydt puis les de Schwartzenbergh au XVIIIe siècle ; après les de Gallo de Salamanca y Lima, la baronnie de Laval échut par mariage au comte d’Arberg.
En 1823, la composition de la commune est la suivante : Tillet avec ses hameaux, ainsi que les agences ou mairies de Houmont et de Rechrival, soit un total de quinze villages et hameaux. Par arrêté royal du 28 août 1828, le moulin de Tompré quitte Moircy pour rejoindre Tillet. Cette situation est stabilisée jusque 1977, sur un territoire de 4 372 ha.
Le 1er octobre 1823, Tillet a fusionné avec Houmont et Rechrival.
Le 28 août 1828, elle a absorbé le hameau de Tompré, pris à Moircy.

## Patrimoine et culture

### Patrimoine architectural
- Église Saint-Ouen.